# Ingemar Bergman
Ej att förväxlas med regissören Ingmar Bergman.
Ingemar Bergman, är en svensk före detta professionell ishockeyspelare (back), som spelade för IFK Luleå och GroKo Hockey under sin spelarkarriär.
Säsongen 1975/1976 gjorde Bergman 9 poäng (2 mål+7 assist) på 24 matcher för IFK Luleå i Division 1.